# Przetacznik rolny
Przetacznik rolny (Veronica agrestis L.) – gatunek rośliny należący do rodziny babkowatych (Plantaginaceae). Występuje w niemal całej Europie z wyjątkiem północy (brak go w Islandii i północnej Rosji) i rejonu Kaukazu, poza tym w basenie Morza Śródziemnego (północno-zachodnia Afryka i Bliski Wschód). Na Wyspach Brytyjskich uznawany jest za gatunek introdukowany. Występuje zawleczony także w Ameryce Północnej, w południowej Afryce i południowej Azji. W Polsce rozpowszechniony, choć lokalnie rzadszy, np. na zachodzie i w północno-wschodniej części kraju. Rośnie zwykle na polach uprawnych.

## Morfologia
PokrójRoślina zielna o łodydze rozgałęzionej, rozesłanej lub leżącej u nasady i podnoszącej się na szczycie, długości do 30 cm. Łodyga jest na przekroju obła, cienka, zielona lub purpurowo nabiegła, owłosiona. Włoski odstające i przylegające, pojedyncze, kilkukomórkowe i gruczołowe, często skupione po dwóch stronach łodygi w sposób mniej lub bardziej widoczny.
LiścieU nasady pędu naprzeciwległe, wyżej skrętoległe. Ogonkowe, przy czym ogonek jest krótszy od blaszki, zwłaszcza górne liście mają ogonek ponad 5 razy krótszy od jej długości. Dolne liście są większe, osiągają do 2,5 cm długości, ale zwykle są krótsze, zawsze krótsze są liście górne. Blaszka ma kształt jajowaty lub okrągławy w przypadku dolnych liści i bardziej wydłużony, do eliptycznego u górnych. Dolnej liście mają nasadę sercowatą, a górne klinowatą. Brzeg blaszki jest grubo karbowany (czasem głęboko) lub piłkowany, z ząbkiem szczytowym zaokrąglonym.
KwiatyWyrastają pojedynczo w pachwinach liści na całej długości pędu. Szypułka jest pokryta włoskami przylegającymi i dłuższymi odstającymi, osiąga 5–20 mm długości i w czasie owocowania jest odgięta. Kielich tworzą cztery wąskojajowate do eliptycznych działki, na szczycie tępe, powiększające się w czasie owocowania i wówczas osiągające do 5–6 mm (rzadko nawet do 9 mm) długości. Działki zwykle nie stykają się, są odchylone, zwłaszcza po wąskich bokach torebki w czasie owocowania. Korona czteropłatkowa, niemal kółkowa, o średnicy 6–8 mm, biaława z niebieskimi żyłkami, czasem z górnym płatkiem niebieskawym, rzadko cała nieco różowawa. Pręciki dwa, krótsze od płatków. Szyjka słupka o długości 1–1,5 mm.
OwoceTorebki z głębokim i ostrym wycięciem na szczycie, na krawędziach zaokrąglone, o długości 3,5–6 mm i szerokości 4,5–7 mm, pokryte odstającymi włoskami gruczołowatymi. Zawierają ok. 10 jajowatych nasion o długości ok. 1,6 mm.
Gatunki podobnePrzetacznik ćmy V. opaca i przetacznik lśniący V. polita. Różnią się zawsze niebieskimi koronami (przynajmniej górnym płatkiem), poza długimi włoskami gruczołowymi torebki pokryte są gęstym omszeniem (zwłaszcza wyraźnym na młodych owocach). V. polita ma w torebkach ponad 15 nasion i działki u tego gatunku zwykle zachodzą na siebie brzegami.

## Biologia
Roślina jednoroczna. Kwitnie zwykle od kwietnia do października.
Liczba chromosomów 2n = 2x = 14, 28.